# Звания и знаки различия армии Конфедеративных Штатов Америки
Звания и знаки различия (англ. Ranks and insignia) — система воинских званий и знаков различия, принятая в армии Конфедеративных штатов Америки во время гражданской войны. Система базировалась на той, что была принята в армии США, но синий цвет был заменен на серый.
Подобно армии Союза, в армии Конфедерации формально существовала система временных повышений, но на практике она почти не применялась.

## Офицерские знаки различия
| звание            | эквивалент в ВМС | знаки на воротнике                                                                          | знаки на рукаве      |
| генерал           | адмирал          | (для всех генералов; ранний вариант — без венка, звезда в центре увеличенная шестиконечная) | (для всех генералов) |
| генерал-лейтенант | адмирал          | (для всех генералов; ранний вариант — без венка, звезда в центре увеличенная шестиконечная) | (для всех генералов) |
| генерал-майор     | адмирал          | (для всех генералов; ранний вариант — без венка, звезда в центре увеличенная шестиконечная) | (для всех генералов) |
| бригадный генерал | адмирал          | (для всех генералов; ранний вариант — без венка, звезда в центре увеличенная шестиконечная) | (для всех генералов) |
| полковник         | капитан          | (всю войну носил генерал Р.Ли)                                                              | Colonel.             |
| подполковник      | коммандер        | Lieutenant Colonel.                                                                         | Lieutenant Colonel.  |
| майор             | лейтенант        | Major.                                                                                      | Major.               |
| капитан           | лейтенант        | Army captain.                                                                               | Army captain.        |
| первый лейтенант  | мичман           | First Lieutenant.                                                                           | First Lieutenant.    |
| второй лейтенант  | мичман           | Second Lieutenant.                                                                          | Second Lieutenant.   |

## Сержантский и рядовой состав
Цвета нашивок различались по родам войск: жёлтый — кавалерия, бледно-голубой — пехота, красный — артиллерия.
| знаки различия рядового и сержантского состава | знаки различия рядового и сержантского состава | знаки различия рядового и сержантского состава | знаки различия рядового и сержантского состава | знаки различия рядового и сержантского состава | знаки различия рядового и сержантского состава | знаки различия рядового и сержантского состава | знаки различия рядового и сержантского состава | знаки различия рядового и сержантского состава | знаки различия рядового и сержантского состава | знаки различия рядового и сержантского состава |
| сержант-майор                                  | сержант-квартирмейстер                         | сержант артиллерии                             | первый сержант                                 |                                                |                                                |                                                |                                                |                                                |                                                |                                                |
| сержант                                        | капрал                                         | музыкант                                       | рядовой                                        |                                                |                                                |                                                |                                                |                                                |                                                |                                                |
| ---------------------------------------------- | ---------------------------------------------- | ---------------------------------------------- | ---------------------------------------------- | ---------------------------------------------- | ---------------------------------------------- | ---------------------------------------------- | ---------------------------------------------- | ---------------------------------------------- | ---------------------------------------------- | ---------------------------------------------- |